# Jeremiah Morrow
Jeremiah Morrow (Gettysburg, 1771. október 6. – Lebanon, 1852. március 22.) az Amerikai Egyesült Államok szenátora (Ohio, 1813–1819).